# 私のように
「私のように」（わたしのように）は、1999年3月17日に森高千里が発表した楽曲、および38枚目のシングル。CDコードはEPDE-1023。
「私のように」はキリン「ナチュラルズ」コマーシャルのイメージソング。

## 収録曲
1. 私のように （作詞：森高千里／作曲・編曲：河野伸）
2. SPACE （作詞・作曲：森高千里／編曲：高橋諭一）
3. 私のように （オリジナル・カラオケ）

## 各曲を収録するアルバム
- 私のように
  - 『mix age』（CM SLOW Verion／NAZUNA Re-Mix）
  - 『MY FAVORITES』